# Command Ridge

Mapa de Command Ridge (a la izquierda).

Command Ridge (nauruano: Janor) es una montaña y el punto más alto de Nauru, con 71 metros (232,9 pies).

## Ubicación
Se ubica al sudoeste de Nauru, en una pequeña meseta en el distrito de Aiwo, cerca del límite del distrito de Buada. Se ubica a pocos metros de la laguna Buada, al sureste de la colina. El origen de la colina, al igual que el resto de la isla, es coralino.

## Historia

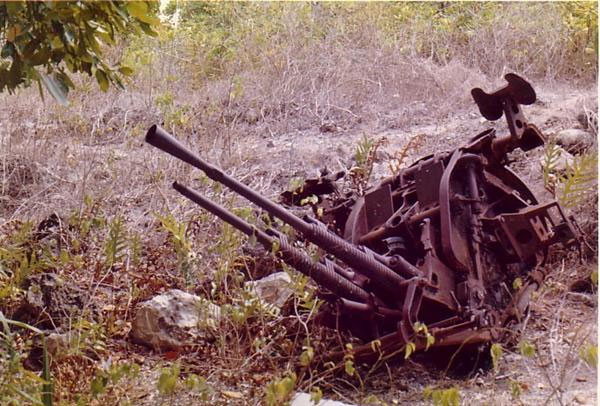
Cañón antiaéreo japonés instalado durante la Segunda Guerra Mundial.

La isla fue ocupada por el Imperio japonés durante la Segunda Guerra Mundial. Hacia el final del conflicto y tras su conquista por fuerzas australianas y neozelandesas, fue un lugar desde el que se vigiló al país del sol naciente. De dicho conflicto se conservan algunas armas en el lugar, así como un búnker de comunicaciones.